# 5841 Stone
5841 Stone eller 1982 ST är en asteroid i huvudbältet som upptäcktes 19 september 1982 av den amerikanske astronomen Eleanor F. Helin vid Palomar-observatoriet. Den är uppkallad efter amerikanen Edward C. Stone.
Asteroiden har en diameter på ungefär 2 kilometer och den tillhör asteroidgruppen Hungaria.